# NHL 1917./18.
NHL-sezona 1917./18.  je bila prva odigrana sezona NHL-a. U prvom krugu natjecanja odigrano je 14 utakmica, a drugom kruge je odigrano osam utakmica.   
NHL se osnivala 26. studenog 1917. nakon sastanka odgovornih osoba National Hockey Assosiation (NHA) u Montrealu.
Vlasnici Montreala Canadiensa, Montreala Wandersa,   Ottawa Senatorsa i Quebec Bulldogsa odlučili su osnivati novu ligu, da mogu izbaciti Edward J. Livingstone,  vlasnika Toronto Blueshirtsa, izbaciti iz natjecanja. Momčad Quebec Bulldogsi odustali su od aktivnog natjecanja i rasporedili su svoje igrače na ostale momčadi. 19. prosinca 1917. sezona počinje s četiri momčadi. Već nakon šeste utakmice Momčad Montreala Wandersa odustaje od daljnjeg natjecanja, jer im je izgorjelo igralište.
Oba kruga se brojilo odvojeno. Te dvije momčadi koji su na prvom mjestu ljestvice, odigrali su dva međusobna susreta. Pobjednik, u ovom slučaju Toronto Maple Leafs ulaze u finale Stanleyjeva kupa. Momčad Toronta je uspjela pobijediti predstavnika Pacific Coast Hockey Associationa, Vancouver Millionairese s 3:2 i osvojili Stanleyjev kup.

## Regularna sezona

### Ljestvice
Kratice: P = Pobjede, Po. = Porazi, N = Neriješeno, G= Golovi, PG = Primljeni Golovi, B = Bodovi
| Prvi krug          | P  | Po. | N | G  | PG | B  |
| ------------------ | -- | --- | - | -- | -- | -- |
| Montreal Canadiens | 10 | 4   | 0 | 81 | 47 | 20 |
| Toronto            | 8  | 6   | 0 | 71 | 75 | 16 |
| Ottawa Senators    | 5  | 9   | 0 | 67 | 79 | 10 |
| Montreal Wanderers | 1  | 5   | 0 | 17 | 35 | 2  |

| Drugi krug         | P | Po. | N | G  | PG | B  |
| ------------------ | - | --- | - | -- | -- | -- |
| Toronto            | 5 | 3   | 0 | 37 | 34 | 10 |
| Ottawa Senators    | 4 | 4   | 0 | 35 | 35 | 8  |
| Montreal Canadiens | 3 | 5   | 0 | 37 | 34 | 6  |

### Najbolji strijelci
Kratice: Ut. = Utakmice, G = Golovi, A = Asistencije, B = Bodovi
| Igrač         | Momčad   | Ut. | G  | A  | B  |
| ------------- | -------- | --- | -- | -- | -- |
| Joe Malone    | Montreal | 20  | 44 | 4  | 48 |
| Cy Denneny    | Ottawa   | 20  | 36 | 10 | 46 |
| Reg Noble     | Toronto  | 20  | 30 | 10 | 40 |
| Newsy Lalonde | Montreal | 14  | 23 | 7  | 30 |
| Corb Denneny  | Toronto  | 21  | 20 | 9  | 29 |
| Harry Cameron | Toronto  | 21  | 17 | 10 | 27 |
| Didier Pitre  | Montreal | 20  | 17 | 6  | 23 |
| Eddie Gerard  | Ottawa   | 20  | 13 | 7  | 20 |
| Jack Darragh  | Ottawa   | 18  | 14 | 5  | 19 |
| Frank Nighbor | Ottawa   | 10  | 11 | 8  | 19 |

## Doigravanje za Stanleyjev kup
Sve utakmice odigrane su 1918. godine.

### Finale NHL-a
| Toronto vs. Montreal Canadiens                                       | Toronto vs. Montreal Canadiens | Toronto vs. Montreal Canadiens | Toronto vs. Montreal Canadiens | Toronto vs. Montreal Canadiens | Toronto vs. Montreal Canadiens |
| Datum                                                                | Gostujuća momčad               | Gostujuća momčad               | Domaćin                        | Domaćin                        |                                |
| -------------------------------------------------------------------- | ------------------------------ | ------------------------------ | ------------------------------ | ------------------------------ | ------------------------------ |
| 11. März                                                             | Montreal                       | 3                              | 7                              | Toronto                        |                                |
| 13. März                                                             | Toronto                        | 3                              | 4                              | Montreal                       |                                |
| Toronto pobjeđuje seriju sa 10:7 i ulazi u finale za Stanleyjev kup. |                                |                                |                                |                                |                                |

### Finale Stanleyjeva kupa
| Toronto vs. Vancouver Millionaires                     | Toronto vs. Vancouver Millionaires | Toronto vs. Vancouver Millionaires | Toronto vs. Vancouver Millionaires | Toronto vs. Vancouver Millionaires | Toronto vs. Vancouver Millionaires |
| Datum                                                  | Gostujuća momčad                   | Gostujuća momčad                   | Domaćin                            | Domaćin                            |                                    |
| ------------------------------------------------------ | ---------------------------------- | ---------------------------------- | ---------------------------------- | ---------------------------------- | ---------------------------------- |
| 20. ožujka                                             | Vancouver                          | 3                                  | 5                                  | Toronto                            |                                    |
| 23. ožujka                                             | Toronto                            | 4                                  | 6                                  | Vancouver                          |                                    |
| 26. ožujka                                             | Vancouver                          | 3                                  | 6                                  | Toronto                            |                                    |
| 28. ožujka                                             | Toronto                            | 1                                  | 8                                  | Vancouver                          |                                    |
| 30. ožujka                                             | Vancouver                          | 1                                  | 2                                  | Toronto                            |                                    |
| Toronto pobjeđuje Stanleyjev kup u doigravanju sa 3:2. |                                    |                                    |                                    |                                    |                                    |

## Vanjske poveznice
- Hacx.de:  Sve ljestvice NHL-a  Arhivirana inačica izvorne stranice od 24. siječnja 2008. (Wayback Machine)
- NHL celebrates 90th anniversary today (Članak za 90. rođendan na nhl.com)